# Ingmar Skrinjar

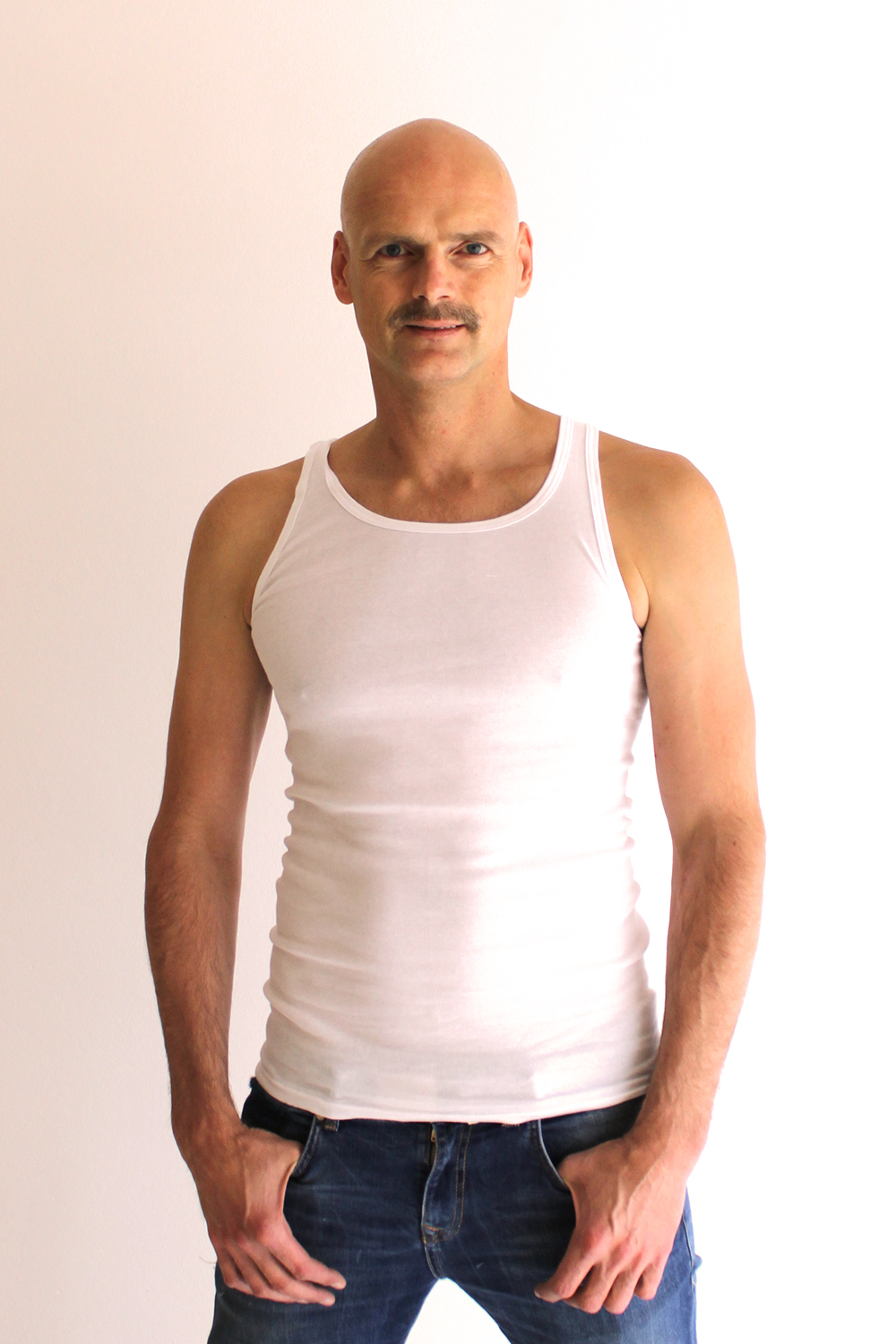
Ingmar Skrinjar

Ingmar Skrinjar (* 15. Juni 1968 in Löningen) ist ein deutscher Schauspieler.

## Leben
Ingmar Skrinjar absolvierte von 2001 bis 2004 eine Schauspielausbildung am Europäischen Theaterinstitut (ETI) in Berlin. Davor arbeitete er einige Zeit als Regieassistent für verschiedene Projekte in Film und Fernsehen u. a. mit Ilse Hofmann. Seit 2004 arbeitet er als freier Schauspieler (u. a. Sophiensäle, HAU, Heimathafen Neukölln, Theaterdiscounter, Theaterhaus Stuttgart, Lofft Leipzig, Studiobühne Köln). Eine langjährige Zusammenarbeit verbindet ihn mit der Filmemacherin und Künstlerin Angela Christlieb. Fortbildung bei Klaus Chatten Unterricht nach „Uta Hagen“. Seit 2010 ist er Ensemblemitglied des Kölner Analogtheater und regelmäßig in dessen Produktionen zu sehen. 2015 gründet und entwickelt er gemeinsam mit Bernd Sondergeld das Comedy Kabarett Format "GoOld-Guys". Außerdem arbeitet er seit 2016 als Schauspieler in verschiedenen Krimidinner-Formaten sowie als Theaterpädagoge und Moderator für unterschiedliche Formate.

## Filmografie
- 2004: Zwei Männer und ein Baby, als Angestellter
- 2004: Ebene 4, als Martin
- 2005: Der letzte Mann von Renow, als Skinhead
- 2005: Punk Motherfucker(Funkstörung),[1]
- 2005: Grossstadtgefluester, als Feuerteufel
- 2006: Berlin Wall - The day the wall came down, als Stasioffizier
- 2006: Trust. Wohltat, als Kopfgeldjäger
- 2006: Glastage, als Marius
- 2006: Polizeiruf 110, als Werftarbeiter
- 2006: Die Großen und die kleinen Wünsche, als Rainer Kolbe
- 2007: Dudelstop, als der Insider
- 2007: Barfight, als Künstler
- 2007: Love Kills, als Lars
- 2007: Dicky, als Sportlehrer
- 2008: Freedom to Move, als Soldat
- 2008: Earth or Nothing, als Last Man
- 2008: Ich lieb Dich nicht wenn Du mich liebst, als Lover
- 2009: Heaven´s Taxi, als Nazi
- 2010: Tulpen aus Amsterdam, als Verkäufer
- 2010: Cibrâil, als Fitnesstrainer
- 2011: Du bist gut zu Vögeln (Stereo Total), als Ornithologe[2]
- 2013: Naked Opera, als der steinerne Gast
- 2014: Welcome to Bejing, Kurzfilm, Rolle: Superhero, Aaangelfilm
- 2016: Zimmer frei, Schauspielteam, WDR
- 2016: Deutschlands große Clans - Tchibo, als Kneipenwirt
- 2017: Das Zimmer mit den roten Schuhen, Kunstfilm, HR
- 2017: Superunknown, Hauptrolle
- 2022: Camping Paraíso - über das (Sterben) Leben, Analog Theater

## Theater
- 2004: Sollbruchstellen, Theaterdiscounter, als Franz
- 2004: Familien Kern fährt ans Meer, Theaterdiscounter, als Geri
- 2004: Die Hermannsschlacht, als Bärin
- 2005: Die Physiker, als Mc Arthur
- 2006: Club der Enttäuschten, Theaterdiscounter, als Gerhard
- 2006: Die Räuber, als Spiegelberg
- 2006: Heartbreak Hotel, Lofft, als Travis
- 2007: Unter dem Hexenhammer, Mueritz-Saga, als Quadde
- 2007: Hasen in der Hasenheide, Heimathafen, als Gottlieb und Udo
- 2007: Die Räuber, Theaterhaus-Stuttgart, als Spiegelberg
- 2008: Jeder und Solche, Theaterdiscounter, Sophiensäle, als Ingmar
- 2008: Der Plan von der Abschaffung des Dunkels, Werkgruppe 2, als Peter
- 2008: Weihnachten bei Tiger und Bär, Wittener Kinder- und Jugendtheater, als Fuchs und Förster
- 2009: Neues vom Räuber Hotzenplotz, Theater Concept, als Dimpflmoser
- 2009: Weihnachten bei Tiger und Bär, Wittener Kinder- und Jugendtheater, als Fuchs und Förster
- 2010: Menschen!Formen! von Theater-HORA, Freies Werkstatt Theater Köln, im Rahmen von Sommerblut, als Ingmar
- 2011: Lulu „Ein deutscher Traum“, Studiobühne Köln, als Jack, Analog Theater
- 2012: Leni Riefenstahl – Die Kölner Prozesse, Studiobühne Köln, Analog Theater
- 2012: Hamlet ist tot – keine Schwerkraft (Ewald Palmetshofer), Studiobühne Köln, als Oli
- 2013: Das wundervolle Zwischending, als Johann
- 2014: Zum wünschen links, Duisburger Akzente, als Celestine
- 2014: „Gendertrouble in Germany“, Studiobühne Köln, als Ingmar, Analog Theater
- seit 2014: GoOld-Guys mit dem Stück „respektlos altern“, Comedy, Kabarett, Atelier Theater, Kulturzentrum Lagerhaus, Der Kleine Bühnenboden
- 2015: „Unter Tieren“ – ein Menschenversuch, Studiobühne Köln, als Hirsch und Ingmar, Analog Theater
- 2016: Der ewige Gatte, als Alexej
- seit 2016: Verschiedene Krimidinner-Formate
- 2016: Fear – German Ängst, Studiobühne Köln, als Ingmar
- seit 2017: „Mein Körper gehört mir“, Kindertheaterprogramm gegen sexuellen Missbrauch, Theaterpädagogische Werkstatt Osnabrück, wechselnde Spielorte
- 2017: Nur Utopien sind noch realistisch, Studiobühne Köln, als Rosi, Analog Theater
- 2018: Die Psychonauten – „Asche“, Studiobühne Köln, als Performer, Analog Theater
- 2019: Die Psychonauten – „Rausch“, Studiobühne Köln, als Performer, Analog Theater
- 2020: Geiser ungesehen, Studiobühne Köln, als Performer, Analog Theater
- 2021: Die Tafel - performative Nachhaltigkeitsforschung / digitales Talk-Format, Analog Theater
- 2021: Camping Paraíso - über das (Sterben) Leben, Analog Theater, WOW-Performance Festival
- 2022: Nur Utopien sind noch realistisch, Gastspiel, Helsinki Viirus Theater
- 2022: "Lilliy und Leo", Kindertheaterprogramm gegen sexuellen Missbrauch, Theaterpädagogische Werkstatt Osnabrück, wechselnde Spielorte
- 2022: Camping Paraíso - über das (Sterben) Leben, Analog Theater
- 2023: Mein Vater war König David, Analog Theater, Orangerie Theater

## Werbespots
- 2008: Bosch, als Handwerker
- 2009: Bosch, als Handwerker
- 2015: ClipFish, als Ermittler[3]
- 2016: T-Mobile, Niederlande, als Cop[4]
- 2020: Lanxess

## Auszeichnungen
- 2017: Ausgezeichnet mit dem Kölner Theaterpreis - Analog Theater
- 2020: 2. Platz Kölner Kunstsalon Theaterpreis - Analog Theater
- 2022: Kölner Theaterpreis - Analog Theater
- 2024: Gewinner und Gewinnerinnen des “Kulturereignis 2023” - Analog Theater